# رونزتورپ، نورث‌همپتون‌شر
رونزتورپ (به انگلیسی: Ravensthorpe) یک روستا و محله مدنی در بریتانیا است که در Daventry واقع شده‌است. رونزتورپ ۶۴۶ نفر جمعیت دارد.